# Théâtre municipal Cecilia Gallerani
Le théâtre municipal Cecilia Gallerani est un petit théâtre de San Giovanni in Croce, dans la province italienne de Crémone. Depuis 2002, il porte le nom de Cecilia Gallerani, la femme peinte par Léonard de Vinci dans le portrait La Dame à l'hermine.

## Histoire
L'histoire de ce théâtre commence le 3 mars 1923, lorsque la société fasciste La Patriottica achète le terrain sur lequel devait être construit le bâtiment. Après la faillite de La Patriottica, le théâtre est racheté en 1932 par la municipalité de San Giovanni in Croce, alors encore appelée Palvareto (commune née en 1928 de l'union de San Giovanni in Croce et de celle de Solarolo Rainerio, puis dissoute en 1947),.
Depuis l'achat par la municipalité, le théâtre a prospéré jusqu'aux années 1960, période au cours de laquelle a commencé son déclin progressif et l'abandon, qui a duré jusqu'aux années 1980. En 1983, il est finalement restauré et réaffecté à sa fonction première. 
Le 14 mai 1983, a lieu l'inauguration officielle du théâtre. À cette occasion, la troupe théâtrale « I Guitti » interprète la comédie Due dozzine di rose scarlatte (« Deux Douzaines de roses écarlates »)  du dramaturge et scénariste de cinéma Aldo De Benedetti. Il est remanié à nouveau en 2004.

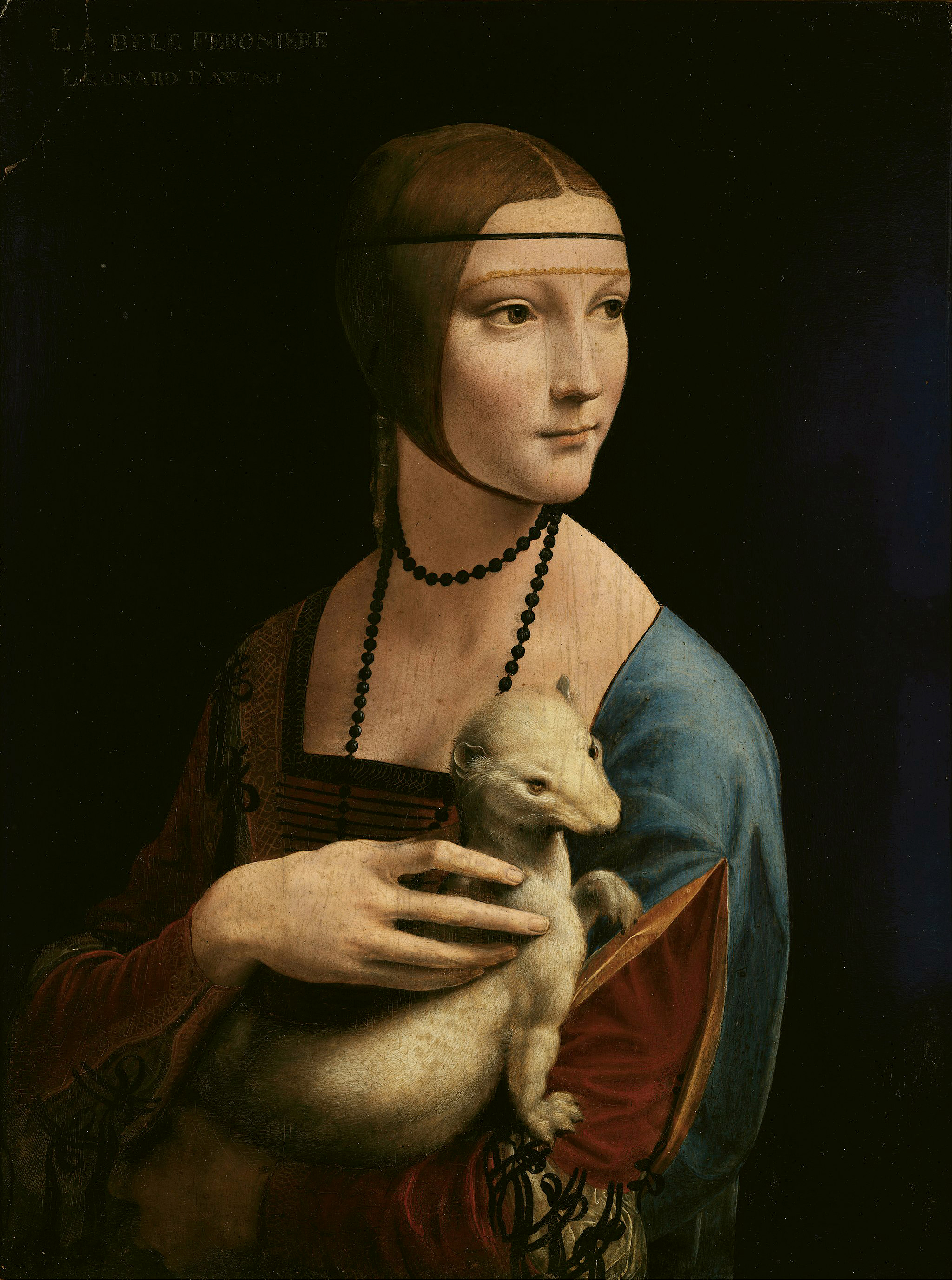
Cecilia Gallerani représentée dans La Dame à l'hermine.

En 2002, le théâtre a été officiellement dédié à Cecilia Gallerani, figure emblématique immortalisée par Léonard de Vinci dans le portrait de la Dame à l'hermine, qui épousa le comte Ludovico Carminati di Brembilla (it), seigneur féodal de San Giovanni in Croce, en 1492. Le couple a vécu dans l'actuelle Villa Medici del Vascello (it).
Aujourd'hui, après plusieurs restaurations, il a retrouvé toute sa fonctionnalité, dispose de 223 places assises, dont 168 en parterre et 55 en galerie, ainsi que d'une scène de 54 m2. Il accueille des festivals de théâtre et de musique, ainsi que des événements culturels.